# Cotorrillo
Cotorrillo es un despoblado español del municipio de Cantalpino, perteneciente a la provincia de Salamanca, en la comunidad autónoma de Castilla y León.

## Toponimia
El lugar puede aparecer referido como «Cotorrillo» y «Cotorillo».

## Historia
Hacia mediados del siglo XIX, el lugar era referido como una alquería. Aparece descrito en el séptimo volumen del Diccionario geográfico-estadístico-histórico de España y sus posesiones de Ultramar de Pascual Madoz con las siguientes palabras:

COTORILLO: alq. en la prov. de Salamanca, part. jud. y térm. jurisd. de Peñaranda. pobl.: 1 vec., 6 almas.
(Madoz, 1847, p. 154)

En la actualidad, pertenece al municipio de Cantalpino. En 2022, no tenía empadronado ningún habitante.